# Chris Ingram
Chris Ingram (Manchester, Anglaterra, 7 de juliol de 1994) és un pilot de ral·li britànic que disputa el Campionat Mundial de Ral·lis i el Campionat d'Europa de Ral·lis. Campió europeu de ral·lis de l'any 2019.

## Trajectòria

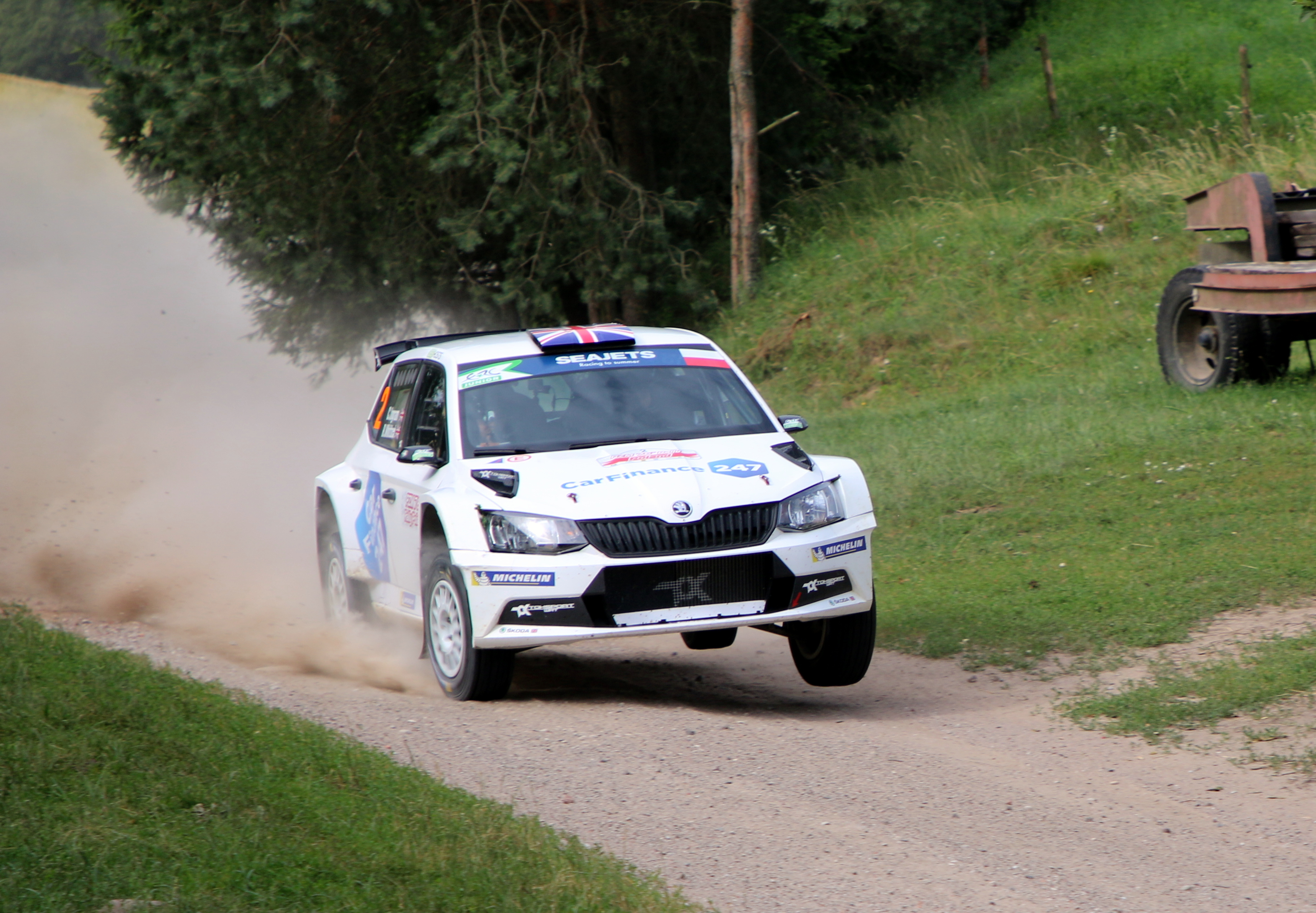
Ingram disputant el Ral·li de Polònia del 2019.

Ingram s'inicia al ral·li amb 15 anys, disputant el Campionat Britànic de Ral·lis Júnior F1000, on al 2010 finalitza segon i al 2011 s'alçà amb el títol. Ingram debuta al Campionat Britànic de Ral·lis amb 17 anys amb un Renault Sport Twingo R2, guanyant el Trofeu Renault Sport R2 Twingo.
L'any 2013 disputa diferents proves del Campionat de França de Ral·lis i disputa el seu primer ral·li del Campionat Mundial de Ral·lis, disputant el Ral·li de Gal·les amb el Renault Sport Twingo R2. Posteriorment, la seva presència a proves del Campionat d'Europa de Ral·lis anirà sent més habitual, canviant a un Peugeot 208 R2, fitxant per Opel Rallye Junior Team l'any 2016, on pasaria a conduir un Opel Adam R2, on guanyaría el títol europeu en la categoria júnior del 2017.
La temporada 2018 s'incorpora al Toksport WRT on pasa a conduir un Škoda Fabia R5, pujant al podi del Ral·li de Polònia i del Ral·li Liepāja, finalitzant el campionat en cinquena posició. A la temporada següent, s'alçaria amb el títol continental, aconseguint fins a quatre podis al llarg de la temporada. Ingram es convertia en el primer campió britànic en guanyar el Campionat d'Europa 52 anys més tard del últim pilot en assolir aquesta fita.
La temporada 2021 disputa la categoria WRC 3 del Campionat Mundial, finalitzant quart amb un Škoda Fabia R5 Evo, mentre que la temporada 2022 disputa la categoria WRC 2 amb un Škoda Fabia Rally2 evo, deixant de córrer amb el seu copilot habitual des de 2017, Ross Whittock.